# 50 mejores jugadores FIBA (1991)
La lista de los 50 mejores jugadores FIBA (1991) reúne un conjunto de jugadores destacados en la historia del baloncesto internacional, seleccionados en 1991 para la Revista de la FIBA por un grupo de expertos internacionales, compuesto principalmente por entrenadores de baloncesto. Cada votante presentaba una lista con 25 jugadores. 
Se otorgaban 25 puntos al primero de cada lista, 24 puntos al segundo, y así hasta el número 25, que recibía un punto. Hecho el recuento de votos, se acabaron seleccionando 51 jugadores a raíz de un empate en la posición 50. Jugadores FIBA de todo el mundo eran potencialmente elegibles.

## 50 mejores jugadores FIBA de todos los tiempos (1991)
| País            | Jugador (País independiente actual)      |
| --------------- | ---------------------------------------- |
| Yugoslavia      | 12                                       |
|                 | Krešimir Ćosić ( Croacia)                |
|                 | Dražen Dalipagić ( Bosnia y Herzegovina) |
|                 | Ivo Daneu ( Eslovenia)                   |
|                 | Mirza Delibašić ( Bosnia y Herzegovina)  |
|                 | Vlade Divac ( Serbia)                    |
|                 | Dragan Kićanović ( Serbia)               |
|                 | Radivoj Korać ( Serbia)                  |
|                 | Toni Kukoč ( Croacia)                    |
|                 | Dražen Petrović ( Croacia)               |
|                 | Dino Rađa ( Croacia)                     |
|                 | Petar Skansi ( Croacia)                  |
|                 | Zoran Slavnić ( Serbia)                  |
| Unión Soviética | 10                                       |
|                 | Aleksandr Belov ( Rusia)                 |
|                 | Serguéi Belov ( Rusia)                   |
|                 | Stepas Butautas ( Lituania)              |
|                 | Otar Korkia ( Georgia)                   |
|                 | Šarūnas Marčiulionis ( Lituania)         |
|                 | Anatoly Myshkin ( Rusia)                 |
|                 | Modestas Paulauskas ( Lituania)          |
|                 | Arvydas Sabonis ( Lituania)              |
|                 | Alexander Volkov ( Ucrania)              |
|                 | Viktor Zubkov ( Rusia)                   |
| España          | 7                                        |
|                 | Wayne Brabender                          |
|                 | Francesc "Nino" Buscató                  |
|                 | Juan Antonio Corbalán                    |
|                 | Juan Antonio San Epifanio "Epi"          |
|                 | Clifford Luyk                            |
|                 | Fernando Martín                          |
|                 | Emiliano Rodríguez                       |
| Brasil          | 4                                        |
|                 | Ubiratan Pereira Maciel                  |
|                 | Wlamir Marques                           |
|                 | David Policano                           |
|                 | Oscar Schmidt                            |
| Italia          | 4                                        |
|                 | Pierluigi Marzorati                      |
|                 | Massimo Masini                           |
|                 | Dino Meneghin                            |
|                 | Antonello Riva                           |
| Checoslovaquia  | 2                                        |
|                 | Stanislav Kropilák ( Eslovaquia)         |
|                 | Ivan Mrázek ( República Checa)           |
| Francia         | 2                                        |
|                 | Jean-Paul Beugnot                        |
|                 | Alain Gilles                             |
| Grecia          | 2                                        |
|                 | Nikos Galis                              |
|                 | Georgios Kolokithas                      |
| Australia       | 1                                        |
|                 | Andrew Gaze                              |
| Bélgica         | 1                                        |
|                 | Willy Steveniers                         |
| Bulgaria        | 1                                        |
|                 | Atanas Golomeev                          |
| Hungría         | 1                                        |
|                 | Ferenc Németh                            |
| Israel          | 1                                        |
|                 | Miki Berkovich                           |
| Perú            | 1                                        |
|                 | Ricardo Duarte                           |
| Puerto Rico     | 1                                        |
|                 | Teófilo Cruz                             |
| Estados Unidos  | 1                                        |
|                 | Bob Morse                                |

## 50 mejores jugadores FIBA de todos los tiempos (1991) Los 10 jugadores más votados
| Rango | Jugador          | País            | Total de voto |
| ----- | ---------------- | --------------- | ------------- |
| 1.    | Serguéi Belov    | Unión Soviética | 311           |
| 2.    | Dražen Petrović  | Yugoslavia      | 280           |
| 3.    | Arvydas Sabonis  | Unión Soviética | 277           |
| 4.    | Krešimir Ćosić   | Yugoslavia      | 273           |
| 5.    | Toni Kukoč       | Yugoslavia      | 264           |
| 6.    | Nikos Galis      | Grecia          | 251           |
| 7.    | Radivoj Korać    | Yugoslavia      | 246           |
| 8.    | Dino Meneghin    | Italia          | 221           |
| 9.    | Dražen Dalipagić | Yugoslavia      | 209           |
| 10.   | Oscar Schmidt    | Brasil          | 205           |